# Shōu Tajima
Shōu Tajima (田島 昭宇?, Tajima Shōu; Saitama, 7 febbraio 1966) è un fumettista e character designer giapponese.

## Lavori
- Brothers (storia e disegni)
- Galerians (character design)
- Kai Doh Maru (character design)
- Kill Bill capitolo 3 (character design)
- Madara (disegni)
- MPD Psycho (disegni)
- Otogi Zoshi (disegni)